# Чистець остисточашечковий
Чистець остисточашечковий, чистець голкозубий як Stachys acanthodonta Klokov (Stachys atherocalyx) — вид рослин з родини глухокропивових (Lamiaceae), поширений у південно-східній Європі та західній Азії.

## Опис
Багаторічна трав'яниста рослина 30–40 см завдовжки. Приквіткові листки з вістрям ≈ 2–3 мм завдовжки. Чашечка 9–14 мм довжиною, зубці її помітно довші від трубки, на кінці відтягнуті в тонке і довге колюче вістря.

## Поширення
Вид поширений у південно-східній Європі: Албанія, Болгарія, Греція, колишня Югославія, Румунія, Україна, південноєвропейська Росія й Азії: Вірменія, Грузія, Азербайджан, Туреччина, Іран.
В Україні вид зростає на кам'янистих степах і стінних схилах — у Причорномор'ї, Криму (в лісостеповій та передгірній частинах).